# Iain MacPherson
Iain MacPherson (Helensburgh, 26 mei 1968) is een Schots voormalig motorcoureur.

## Carrière
MacPherson maakte zijn internationale motorsportdebuut in 1995 in de Thunderbike Trophy, waarin hij op een Honda reed. Hij behaalde zijn beste klasseringen met drie tiende plaatsen op het Circuito Permanente de Jerez, de Nürburgring en Donington Park. Met 26 punten werd hij veertiende in het kampioenschap. In 1996 won hij een race op de A1 Ring en eindigde hij nog zesmaal in de top 10. Met 84 punten verbeterde hij zichzelf naar de vijfde plaats in de eindstand. In 1997 stapte hij over naar het Brits kampioenschap superbike, waarin hij op een Kawasaki reed. Hij won een race op het Knockhill Racing Circuit en stond in drie andere races op het podium. Met 207 punten werd hij zesde in het klassement. In 1998 behaalde hij drie podiumfinishes op het Thruxton Circuit, Cadwell Park en Donington Park en werd hij met 155 punten elfde in het kampioenschap.
In 1999 stapte MacPherson over naar het wereldkampioenschap Supersport en reed hierin op een Kawasaki. Hij won direct zijn eerste race op Kyalami en voegde hier in de laatste twee races in Assen en Hockenheim nog twee zeges aan toe. Met 130 punten werd hij achter Stéphane Chambon tweede in de eindstand. In 2000 behaalde hij enkel een podiumplaats op Brands Hatch en zakte hij met 74 punten naar de achtste plaats in het kampioenschap. In 2001 behaalde hij een pole position en een podiumplaats in de race op Misano, waardoor hij met 67 punten negende werd in het klassement.
In 2002 maakte MacPherson binnen het WK Supersport de overstap naar een Honda. Hij behaalde een podiumplaats in Assen en werd met 83 punten opnieuw negende in het klassement. In 2003 stond hij in Monza op het podium, waardoor hij met 31 punten veertiende werd in het kampioenschap. In 2004 nam hij deel als wildcardcoureur op een Honda aan de race op Oschersleben, terwijl hij op een Ducati diende als vervanger van Giovanni Bussei in de races in Assen en Imola. Hij behaalde geen punten in deze races. Ook reed hij dat jaar in zes races van het Brits kampioenschap superbike bij Ducati en behaalde zijn beste resultaat met een achtste plaats op Knockhill. Dit was zijn laatste volledige seizoen als motorcoureur; in 2007 poogde hij nog een comeback te maken in het Brits kampioenschap superbike bij Honda in de races op Donington, maar hij verscheen hierin niet aan de start.